# Kjetil Wæhler
Kjetil Wæhler (Oslo, 16 maart 1976) is een Noors voetballer (verdediger) die sinds 2012 voor de Zweedse eersteklasser IFK Göteborg uitkomt. Voordien speelde hij onder meer voor FC Lyn Oslo, Vålerenga IF en Aalborg BK.

## Interlandcarrière
Sinds 2005 speelde Wæhler in totaal 31 interlands voor de Noorse nationale ploeg. Hij scoorde één keer voor zijn vaderland. Hij maakte zijn debuut op 17 augustus 2005 in een wedstrijd tegen Zwitserland. Zijn eerste, en tot dusver enige, doelpunt maakte hij in een vriendschappelijke wedstrijd tegen Zuid-Afrika op 10 oktober 2009 (1-0 winst). In 1996 speelde hij acht wedstrijden voor de Noorse U21-ploeg.

## Erelijst
Vålerenga IF
- Noors landskampioen

2005
- Noorse beker

2008